# 本国艦隊
本国艦隊（ほんごくかんたい、The Home Fleet）とは、イギリス周辺海域を管轄したイギリス海軍の艦隊である。

## 第一次世界大戦まで
1902年10月1日に、沿岸警備を主目的に本国艦隊が編成された。ただし、この本国艦隊は1904年に海峡艦隊へ改称され、それまでの海峡艦隊は大西洋艦隊に改称された。
1909年に、海峡艦隊は本国艦隊の名称に戻った。
第一次世界大戦が勃発すると、本国艦隊と大西洋艦隊はグランドフリートに統合され、イギリス海軍の大半の戦力がこれに属し、ドイツ帝国海軍の外洋艦隊である Hochseeflotte （大洋艦隊）と対峙した。両艦隊の間で、ユトランド沖海戦に代表される数次の海戦が生起した。
第一次大戦後、グランドフリートは解散し、大西洋艦隊が復活した。本国艦隊の名称は消滅した。

## 戦間期～第二次大戦
インヴァーゴードン反乱の結果、大西洋艦隊が「本国艦隊」に改名した。新たな本国艦隊の司令長官にはジョン・ケリー大将が補された。この時点の本国艦隊は戦艦「ネルソン」を旗艦とし、戦艦6隻、巡洋戦艦2隻、巡洋艦3隻、駆逐艦27隻、潜水艦6隻、航空母艦2隻他の編成であった。
本国艦隊は第二次世界大戦中、イギリス海軍のヨーロッパ海域における主要戦闘部隊となった。本国艦隊の第一の任務は、ドイツ海軍の水上艦艇が北海に進出するのを防ぐことであった。このために第一次世界大戦の際、海軍根拠地として使用されたスカパ・フローが、再び使用されることとなった。これは、スカパ・フローが、グレートブリテン島の北の海域を経由して大西洋に出ようとするドイツ艦船の迎撃に適した位置にあるためである。スカパ・フローは、あらゆる攻撃に対して安全な泊地と認識されていた。
大戦初期の1939年10月14日に、スカパ・フローにドイツ潜水艦が侵入し、戦艦「ロイヤル・オーク」が撃沈された。この後、スカパ・フローの防衛体制が再構築されるまで、本国艦隊は一時的にスカパ・フローを去り、スコットランド西岸、クライド川河口付近のテイル・オブ・ザ・バンクを根拠地とした。
次いで、1941年5月24日には、ドイツ戦艦「ビスマルク」と重巡洋艦「プリンツ・オイゲン」がグリーンランド沖を通って大西洋に出ようとするのを、本国艦隊所属の巡洋戦艦「フッド」と戦艦「プリンス・オブ・ウェールズ」がランスロット・ホランド中将の指揮で迎撃し、デンマーク海峡海戦が生起した。ホランド中将坐乗の「フッド」が轟沈し、就役したばかりで戦闘力の低かった「プリンス・オブ・ウェールズ」は、艦橋への被弾で多数の士官が死傷し、被弾と故障で主砲のほとんどが沈黙して戦闘継続困難に陥り、戦場離脱を余儀なくされた。
イギリス海軍を挙げての追跡戦の結果、空母「アーク・ロイヤル」の雷撃機が「ビスマルク」を雷撃し、舵を破壊して行動不能にした。ビスマルクは、本国艦隊司令長官ジョン・トーヴィー大将坐乗の戦艦「キング・ジョージ5世」と「ロドニー」他に撃沈された。（ビスマルク (戦艦)#ビスマルク追撃戦)
本国艦隊の作戦区域は特に区分けされておらず、所属艦艇も非常に柔軟に他の地域へ分遣された。しかし、北海南部とイギリス海峡については、より小回りの利く部隊のために別々の司令部が設置された。また、大西洋の戦いが苛烈さを増した結果、ウェスタンアプローチ管区が設置された。1944年にドイツ戦艦「ティルピッツ」が行動不能となったことにより本国艦隊の優先度が下がり、大部分の主力艦が引き抜かれて極東へと送られた。
第二次世界大戦中の司令長官は以下の通り
- チャールズ・フォーブス（1939-1940）
- ジョン・トーヴィー（1940-1942）
- 初代フレーザー・オブ・ノース・ケープ男爵ブルース・フレーザー（1942-1944）
- ヘンリー・ムーア（1944-1945）

## 第二次世界大戦後
第二次世界大戦後、本国艦隊は本国海域並びに南北大西洋を担当地域とする平時の態勢に戻った。冷戦期には、他のNATO諸国と連携し、北大西洋をソ連から防衛することが非常に強調された。
本国艦隊は1967年に地中海艦隊が解散し、その艦艇および人員が編入されるようになるまでこの任務を継続した。これ以降本国艦隊は、その担当地域を飛躍的に増大させ、イギリス本土周辺海域を防衛するだけの存在ではなくなった。そのため、本国艦隊は西方艦隊へと改編された。